# Bridgeville, Delaware
Bridgeville är en kommun (town) i Sussex County i Delaware. Vid 2020 års folkräkning hade Bridgeville 2 568 invånare.

## Kända personer från Bridgeville
- William Cannon, politiker
- Edward Willis Redfield, målare